# Nonyma glabricollis
Nonyma glabricollis är en skalbaggsart som beskrevs av Stefan von Breuning 1969. Nonyma glabricollis ingår i släktet Nonyma och familjen långhorningar. Inga underarter finns listade i Catalogue of Life.